# Biermes
Biermes és un municipi francès situat al departament de les Ardenes i a la regió del Gran Est. L'any 2007 tenia 253 habitants.

## Demografia

### Població
El 2007 la població de fet de Biermes era de 253 persones. Hi havia 104 famílies de les quals 16 eren unipersonals (4 homes vivint sols i 12 dones vivint soles), 36 parelles sense fills, 40 parelles amb fills i 12 famílies monoparentals amb fills.
La població ha evolucionat segons el següent gràfic:
Habitants censats

### Habitatges
El 2007 hi havia 110 habitatges, 101 eren l'habitatge principal de la família, 5 eren segones residències i 4 estaven desocupats. 106 eren cases i 2 eren apartaments. Dels 101 habitatges principals, 89 estaven ocupats pels seus propietaris, 9 estaven llogats i ocupats pels llogaters i 3 estaven cedits a títol gratuït; 6 tenien tres cambres, 18 en tenien quatre i 77 en tenien cinc o més. 81 habitatges disposaven pel capbaix d'una plaça de pàrquing. A 46 habitatges hi havia un automòbil i a 48 n'hi havia dos o més.

### Piràmide de població
La piràmide de població per edats i sexe el 2009 era:
| Homes | Edats   | Dones |
| ----- | ------- | ----- |
| 0     | 95 o +  | 0     |
| 0     | 90 a 94 | 0     |
| 0     | 85 a 89 | 0     |
| 0     | 80 a 84 | 0     |
| 8     | 75 a 79 | 0     |
| 0     | 70 a 74 | 20    |
| 4     | 65 a 69 | 4     |
| 8     | 60 a 64 | 4     |
| 4     | 55 a 59 | 8     |
| 8     | 50 a 54 | 8     |
| 16    | 45 a 49 | 8     |
| 8     | 40 a 44 | 16    |
| 16    | 35 a 39 | 8     |
| 8     | 30 a 34 | 0     |
| 4     | 25 a 29 | 16    |
| 4     | 20 a 24 | 4     |
| 12    | 15 a 19 | 16    |
| 16    | 10 a 14 | 0     |
| 4     | 5 a 9   | 8     |
| 4     | 0 a 4   | 4     |

## Economia
El 2007 la població en edat de treballar era de 167 persones, 125 eren actives i 42 eren inactives. De les 125 persones actives 118 estaven ocupades (66 homes i 52 dones) i 7 estaven aturades (2 homes i 5 dones). De les 42 persones inactives 13 estaven jubilades, 8 estaven estudiant i 21 estaven classificades com a «altres inactius».

### Ingressos
El 2009 a Biermes hi havia 108 unitats fiscals que integraven 278 persones, la mediana anual d'ingressos fiscals per persona era de 21.528 €.

### Activitats econòmiques
Dels 4 establiments que hi havia el 2007, 1 era d'una empresa de fabricació d'altres productes industrials i 3 d'empreses de construcció.
Dels 3 establiments de servei als particulars que hi havia el 2009, 1 era una fusteria i 2 lampisteries.
L'any 2000 a Biermes hi havia 9 explotacions agrícoles que ocupaven un total de 792 hectàrees.

## Poblacions properes
El següent diagrama mostra les poblacions més properes.